# Monte Rosso (Bologna)
Il monte Rosso (591 m) è una piccola e isolata vetta del medio Appennino bolognese, ubicata in un lembo sud-orientale del comune di Pianoro, presso la frazione Livergnano.
Il monte Rosso è compreso tra le valli dei torrenti Savena a occidente e Zena a oriente e dal versante settentrionale di esso nasce il principale tributario di quest'ultimo, il rio Laurenzano. La montagna è ben visibile dalla strada statale n.65 della Futa, dalla quale partono delle vie secondarie che cingono le sue spoglie pendici, nonché dall'abitato di Livergnano stesso.